# Ny Ursae Majoris
Ny Ursae Majoris (kurz ν UMa) ist ein Doppelstern im Sternbild Großer Bär. Der Zentralstern ist ein Riese der Spektralklasse K3 und besitzt eine scheinbare Helligkeit von 3,5 mag. Das System ist rund 400 Lichtjahre von der Sonne entfernt. Der Winkelabstand des Begleiters beträgt rund 7 Bogensekunden.
Der Stern trägt den historischen Eigennamen Alula Borealis.
Die IAU hat am 20. Juli 2016 den historischen Eigennamen Alula Borealis als standardisierten Eigennamen festgelegt. Dabei wird allerdings darauf hingewiesen, dass dieser Eigenname nur für die visuell hellere Komponente A gültig ist. Der visuell schwächere Stern dieses Doppelsternsystems hat demnach (noch) keinen Eigennamen.